# Erwin Huber (Leichtathlet)
Erwin Huber (* 5. April 1907 in Karlsruhe; † 23. Mai 2003 in München) war ein deutscher Leichtathlet, der zweimal bei Olympischen Spielen im Zehnkampf antrat.
Bei den Olympischen Spielen 1928 in Amsterdam belegte Huber den 15. Platz. Acht Jahre später bei den Olympischen Spielen 1936 in Berlin wurde er Vierter hinter drei US-Amerikanern, wobei er bei einer Gesamtleistung von 7087 Punkten 188 Punkte Rückstand auf den dritten Platz hatte.
Huber begann seine Karriere beim SV Stuttgarter Kickers, später startete er für den MSV Wünsdorf und den DSC Berlin. Huber wurde 1935 Deutscher Meister im Zehnkampf, 1932 und 1936 belegte er den zweiten Platz. Der ausgebildete Sportlehrer trat 1946 noch einmal bei den Deutschen Meisterschaften an und belegte den fünften Platz im Stabhochsprung. Bei einer Körpergröße von 1,80 m betrug Hubers Wettkampfgewicht 80 kg.